# Johnny Weltz
Johnny Weltz (* 20. März 1962 in Kopenhagen) ist ein ehemaliger dänischer Radsportler.

## Sportliche Laufbahn
Weltz betrieb bis 1986 Straßenrennsport als Amateur. International bekannt wurde er mit seinem zweiten Platz bei den Radweltmeisterschaften 1985 in Italien. Einen zweiten Platz errang er ebenfalls bei den dänischen Amateurstraßenmeisterschaften, außerdem gewann die Amateurversion des französischen Klassikers Paris–Tours.
1987 wechselte Weltz mit einem Vertrag beim französischen Radsportteam Fagor-MBK in das Berufsfahrerlager. Gleich bei seinem ersten Profistart, dem französischen Eintagesrennen Grand Prix La Marseillaise, fuhr er als Erster über den Zielstrich. Im selben Jahr bestritt er auch seine erste Spanien-Rundfahrt, die er als 42. in der Gesamtwertung abschloss. Bis 1995 konnte er sich bei der Vuelta a España fünfmal platzieren. Den einzigen Etappensieg gewann er 1988, das beste Endergebnis erreichte er 1991 mit Rang 41. Die erste Profiweltmeisterschaft fuhr Weltz 1988, bei der er auf den 34. Platz kam. Rang sieben 1990 war sein bestes Weltmeisterschaftsresultat, die weiteren Ergebnisse waren 1989 38., 1991 49., 1992 27 und 1993 26. Zwischen 1988 und 1992 konnte er sich bei der Tour de France dreimal platzieren, Rang 54 1988 war der beste Platz. 1989, Weltz wechselte in diesem Jahr zum spanischen Team ONCE, gewann er die dänische Straßenmeisterschaft. In seinen letzten Profijahren fuhr er für die spanische Mannschaft Artiach-Nabisco (1994) bzw. für das US-amerikanische Radsportteam Motorola (1995). Seine letzte Platzierung bei einem bedeutenden Rennen stammt vom Oktober 1995, als er bei der Piemont-Rundfahrt den 26. Platz erreichte.
Nachdem Weltz seine Karriere als aktiver Radsportler beendet hatte, übernahm er verschiedene Management-Funktionen bei Radsportteams, unter anderem bei Motorola und US Postal.